# 写真甲子園 0.5秒の夏
『写真甲子園 0.5秒の夏』（しゃしんこうしえん 0.5びょうのなつ）は、2017年11月18日に全国公開された日本映画。

## ストーリー
北海道東川町で年に一回開催されている全国高等学校写真選手権大会、通称「写真甲子園」。大阪・関西学園の尾山夢叶、山本さくら、伊藤未来は、顧問・久華英子の言葉に奮起し、「挑戦した人だけが見える世界」を体験したいと願って大会に挑戦した。東京の進学校・東京桜ヶ丘学園の椿山翔太は、唯一の写真部員として廊下の隅で活動しており、幼馴染の中野大輝とボランティア部の霧島絢香に頼み込んでどうにかチームを結成し、大会へのエントリーにこぎつけた。

## キャスト
関西学園
- 尾山夢叶：笠菜月
- 山本さくら：白波瀬海来
- 伊藤未来：中田青渚
- 久華英子：秋野暢子（顧問）

東京桜ヶ丘学園
- 椿山翔太：甲斐翔真
- 中野大輝：萩原利久
- 霧島絢香：中川梨花
- 高島晃：河相我聞（顧問）

琉球高校
- 平良流那：宮平愛美
- 比嘉美：普天間皐月
- 島袋ティルル：佐和田星
- 金城富雄：仲眞富夫（顧問）

札幌北光高校
- 松下はるか：五十嵐悠
- 藤井美里：齊藤千夏
- 矢野亮太：電四郎
- 顧問：大原充剛
- 山田健吾：荒川颯太
- テレビキャスター：水野悠希
- 佐伯校長：緒形幹太
- 愛梨寿：平祐奈
- 武部修：中西良太
- 安藤昇二：金山一彦
- 矢吹由美子：小柳友貴美
- 藤咲大介：宮崎秋人
- 多田教頭：北見敏之
- 審査委員長：立木義浩
- 審査員：竹田津実
- 飛弾野忠幸：千葉真一

## スタッフ
- 監督・脚本：菅原浩志
- 音楽：吉村龍太
- プロデューサー：作間清子
- 撮影：上野彰吾
- 照明：赤津淳一
- 美術：長寿恵
- 録音：室薗剛
- 編集：時任賢三
- 助監督：桑原昌英
- ヘアメイク：井川成子
- ラインプロデューサー：原田文宏
- 後援：北海道、北海道教育委員会、公益財団法人北海道文化財団
- 協力：環境省北海道地方環境事務所、キヤノンマーケティングジャパン株式会社、サンディスク株式会社、マンフロット株式会社
- 製作賛助：写真文化首都「写真の町」東川町、東川町写真甲子園実行委員会（構成団体：東川町、美瑛町、上富良野町、東神楽町、旭川市、東川町写真の町実行委員会、北海道新聞社、全国新聞社事業協議会）、東川町 写真甲子園映画化支援協議会[2]
- 協賛：株式会社ホクリク、北海道新聞社、株式会社アマナ、株式会社モンベル、第一ガス株式会社、エイキ宅建
- 配給：BS-TBS
- 宣伝：ニチホランド
- 製作：シネボイス

## 主題歌・挿入歌
主題歌
大黒摩季「latitude 〜明日が来るから〜」（ビーイング）
作詞・作曲：大黒摩季、編曲：徳永暁人
挿入歌
大黒摩季 with Booooze「Zoom Up★」（ビーイング）
作詞：大黒摩季、作曲：大黒摩季・原田喧太、編曲：原田喧太